# Bereshit (parashah)
La parashah di Bereshit (בראשית in ebraico) è la prima parte del libro di Bereshit (Genesi per i cristiani), il primo dei cinque libri che compongono la Torah.
Viene letta in occasione della festa di Simchat Torah.

## Il nome
Come per quasi tutte le parashot, il nome deriva dalla parola che da inizio alla lettura, Bereshit, per l'appunto. La parola ebraica significa in principio. Nella parashah, infatti si narra della creazione del mondo da parte di Dio.

## Il contenuto
La parashah, come detto, narra di come Dio abbia creato il mondo. Nessuna spiegazione sul perché Dio abbia voluto creare il mondo viene fornita quale introduzione al racconto. Nello stesso modo nessun accenno a cosa potesse esistere precedentemente.

### La creazione

#### Il primo giorno
Genesi 1,1-5
Le prime parole della parashah sono In principio creò Dio il cielo e la terra.
In questo primo giorno Dio crea il cielo e la terra, la luce che separa dalla tenebra.

#### Il secondo giorno
Bereshit 1,6-8
Durante il secondo giorno Dio crea il cielo. Da quel che Dio dice Sia una distesa in mezzo alle acque che separi le une dalle altre verrebbe da pensare si riferisca all'emersione di terre, ed invece la parola distesa si riferisce all'aria che compone il cielo.

#### Il terzo giorno
Bereshit 1,9-13
Creato il cielo e la terra, la luce e la tenebra, il cielo, Dio, nel terzo giorno crea la terra: "Si riuniscano le acque che sono al di sotto del cielo in un so luogo sì che appaia l'acquitto.
Dopo aver creato la terra Dio ordina che questa sia feconda di flora.

#### Il quarto giorno
Bereshit 1,14-19
Il quarto giorno porta la creazione del sole e della luna: Siano luminari nella distesa del cielo per far distinzione tra il giorno e la notte. Immediatamente dopo specifica che sulla base di questi si debbano basare le stagioni, i giorni e gli anni.
Crea anche il firmamento.
È da notare come al termine di ogni giorno si dica E fu sera e fu mattina, ancor prima che Sole e luna venissero creati, dando l'impressione, quindi, che il concetto dell'alternanza di giorno e notte sia indipendente dal sole.

#### Il quinto giorno
Bereshit 1,20-23
Nel quinto giorno Dio popola le acque ed i cieli. L'atto di creazione si esaurisce in queste due azioni. Sorprendente appare l'ordine che Dio da a tutti volatili di riprodursi sulla terra: Prolificate, moltiplicatevi, riempite le acque dei mari; il volatile si moltiplichi sulla terra.

#### Il sesto giorno
Bereshit 1,24-31
Nel sesto giorno avviene la creazione degli esseri viventi terrestri e rettili. Completata la creazione degli esseri viventi che popoleranno la terra, Dio decide di creare l'uomo: Dio disse poi: Facciamo un uomo a immagine nostra, a nostra somiglianza.
In questo stesso brano Dio assegna all'uomo (ed alla donna, che crea contestualmente) il dominio su tutto ciò che sino ad ora è stato creato. Gli assegna come sostentamento tutte le specie vegetali che generano seme e frutto. Anche agli animali Dio attribuisce la flora come alimentazione.

#### Il settimo giorno
Bereshit 2,1-3
Con i sesto giorno Dio ha completato la creazione e, nel settimo, si riposa. È in questo momento che nasce il concetto di settimana e dello Shabbat.

### I primi grandi uomini

#### Il giardino dell'Eden
Bereshit 2,4-25
La terra non è ancora coperta di vegetazione perché Dio non ha ancora fatto piovere: non esisteva l'uomo per poter coltivare la terra.
Si narra di come Dio abbia creato dalla polvere soffiandovi dentro del proprio spirito vitale (l'anima).
Dio crea un giardino in una località che si chiama Eden e si trova ad oriente. Qui Dio fa fiorire la vegetazione. Qui colloca anche l'albero della vita e l'albero della conoscenza del bene e del male.
Nell'Eden scorre un fiume, che una volta uscito dal giardino si divide in quattro rami.
Il primo, di nome Piscion, va a bagnare una località chiamata Chavilàh in cui dice esserci l'oro, l'onice e il bdelio.
Un secondo ramo, di nome Ghichon, circonda il paese di Cush di cui, però, non si riporta alcuna caratteristica saliente.
Il terzo braccio, Chiddekel, scorre ad est dell'Assiria; il quarto fiume è l'Eufrate.
Dio assegna all'uomo il compito di coltivare e custodire la terra del giardino. Gli dice però Mangia pure di qualsiasi albero del giardino; ma non mangiare dell'albero della conoscenza del bene e del male/"di quell'albero", perché nel giorno in cui tu ne mangiassi moriresti.
Dio decide che l'uomo deve avere un aiuto, la donna, ma non la crea immediatamente; pone l'uomo al cospetto del creato e gli fa assegnare un nome per ogni cosa. Dio non trovò però tra tutti gli animali che aveva creato un compagno adatto all'uomo. Così addormentò l'uomo e, presagli una costola, creò la donna.
L'uomo e la donna qui sono creati da Dio eppure, subito dopo la creazione della donna, la parashah recita: Perciò l'uomo abbandona padre e madre, si unisce con la moglie e diviene con lei come un essere solo.

#### Il serpente
Bereshit 3,1-15
Il serpente, primo animale citato nella Torah, instilla nella donna (che ancora non ha un nome) il desiderio di mangiare il frutto dell'albero della conoscenza, facendole intendere che Dio non voglia che loro conoscano il bene ed il male.
La donna si lascia convincere, mangia il frutto ed a sua volta lo fa mangiare all'uomo. Entrambi, avuto il dono della conoscenza, si vergognano della propria nudità e si adoperano per coprirsi.
Sentono Dio avvicinarsi e si nascondono alla sua vista. Dio li chiama e loro gli dicono di essersi nascosti perché nudi. Dio capisce che hanno mangiato il frutto proibito. Dio maledice il serpente e lo condanna a strisciare sul ventre a mangiare la polvere e gli levò la parola. Lo rende animale schifoso per le donne.

#### La cacciata dal giardino dell'Eden
Bereshit 3,16-24
Dopo aver punito il serpente, Dio si rivolge all'uomo ed alla donna. A questa destina il dolore della gravidanza, il desiderio per l'uomo e la sottomissione a lui.
All'uomo riserva invece una vita di sofferenze e fatica per ricavare dalla terra il proprio sostentamento. La terra non sarà più feconda come nell'Eden ma pretenderà il sudore dell'uomo.
Gli predice anche la morte: Mangerai pane col sudore del tuo volto finché tornerai alla terra dalla quale sei stato tratto; polvere sei e polvere tornerai.
Adamo, e qui appare per la prima volta il suo nome, dà alla sua compagna il nome di Chavvà (in italiano Eva).
La cacciata dal giardino avviene per evitare che l'uomo e la donna, dopo aver violato il divieto riguardo all'albero della conoscenza del bene e del male, violino anche quello per l'albero della vita che donerebbe loro la vita eterna. Dio pone sulla strada che conduce all'albero della vita una schiera di cherubini armati di spade fiammeggianti.

#### Caino e Abele
Bereshit 4,1-16
Adamo ed Eva danno inizio all'umanità mettendo al mondo Caino ed Abele (Cain e Hèvel). Caino aiuta il padre nella coltivazione, mentre Abele diventa pastore.
I fratelli portano i frutti del proprio lavoro come offerta al Signore ma Dio non gradisce il dono di Caino che se ne dispiace. Dio se ne accorge e lo incoraggia a comportarsi rettamente e lo ammonisce sul peccato.
Caino uccide il fratello Abele per gelosia credendo che i doni di Abele fossero più graditi a Dio perché più ricchi. Dio chiede a Caino dove sia il fratello, il ragazzo dice di non saperlo e di non esserne il guardiano. Dio comprende ciò che è successo e maledice Caino prospettandogli una vita di vagabondaggio. Caino teme di essere ucciso ma Dio lancia un anatema contro chi dovesse ucciderlo. Caino abbandona l'Eden e si dirige ad oriente verso Nod.

#### La discendenza di Caino
Bereshit 4,17-24
Caino si sposa e genera Chanoch. Questi Irad; Irad genera Mechajael che a sua volta è padre di Methusciael. Methusciael genera Lèmech. Quest'ultimo prende due mogli, dalla prima, Adà, avrà Iaval e Iu; dalla seconda, Tsilvallà, nacquero Tuval-Càin e la figlia Na'amà.

#### La nuova discendenza di Adamo
Bereshit 4,25-27
Ad Adamo ed Eva nasce un nuovo figlio, che loro considerano un risarcimento riconosciutigli da Dio per la morte del secondo figlio. Gli pongono il nome di Sceth (la radice del nome in ebraico significa per l'appunto dare, porre, concedere).
Figlio di Sceth è Enosh.
Questo passo termina con la frase Allora s'incominciò a invocare il nome del Signore. Pare doversi intendere che da allora si iniziarono a rivolgere preghiere al Signore.

#### Le età dei primi uomini
Bereshit 5,1-32
In quest'ultimo brano si elencano le età che hanno raggiunto i vari uomini nella storia:
- Adamo genera Sceth all'età di 130 anni e visse altri 800 anni (930 anni in totale) durante i quali genererà altra progenie;
- Sceth generò i figlio Enosh a 105 anni. Visse altri 807 anni (912 anni in totale);
- Enosh mise al mondo il figlio Kenan a 90 anni e visse ancora 815 anni per un totale di 905 anni;
- Kenan ebbe Mahalelel a 70 anni e sopravvisse altri 840 fino all'età di 910 anni;
- Mahalelel fu padre di Ièred a 65 anni e morì dopo altri 830 anni all'età di 895 anni;
- Ièred ebbe il figlio Chanoch a 162 anni e sopravvisse ancora 800 anni (962 anni complessivi);
- Chanoch a 65 generò Methuscélach e visse 300 anni ancora fino all'età di 365 anni;
- Methuscélach aveva 187 anni quando gli nacque Lèmech. Visse ancor 782 anni e morì all'età di 969 anni;
- Lèmech ebbe Noach (Noè) all'età di 182 anni e visse ancora 595 anni morendo all'età di 777 anni.
- Noach ebbe i figli Scem, Cham e Jèfeth all'età di 500 anni.

#### 120 anni di tempo
Bereshit 6,1-4
Il signore disse: Il mio spirito non rimanga sempre perplesso nei riguardo dell'uomo considerando che è di carne; gli darò tempo centoventi anni
Il breve brano sopra non è chiaro se sia ascrivibile alla sezione appena finita relativa alle età degli avi o se si riferisca al brano seguente che prelude alla storia di Noè.
Nel primo caso infatti potrebbe intendersi che all'epoca di Noach Dio abbia deciso di limitare la vita degli uomini a 120 anni come conseguenza della bramosia dell'uomo nei confronti delle donne.
In caso diverso, invece, si potrebbe pensare che Dio abbia stabilito un termine ultimo entro cui l'uomo debba ravvedersi della propria malvagità.

#### Noè non è un malvagio
Bereshit 6,5-8
Dio decide, constatando la malvagità della propria creatura, di spazzar via gli uomini e tutti gli animali, ma Noè trovò grazia agli occhi del signore.

## Mitzvot presenti nella parashah
In questa parashah non sono presenti Mitzvot.